# Administrador de Programas
El Administrador de Programas es la interfaz gráfica de Windows 3.x y Windows NT 3.x. Consiste en iconos (accesos directos a programas) organizados en grupos de programas. Es un reemplazo de MS-DOS Executive, un gestor de ficheros que era la interfaz por defecto en versiones previas.
A partir de Windows 95 y Windows NT 4.0, el Administrador de Programas fue sustituido por el Explorador de Windows, aunque Windows 95 da al usuario la opción de elegir la interfaz de usuario durante la instalación. Por compatibilidad hacia atrás con aplicaciones antiguas, el Administrador de Programas se incluye aún en las últimas versiones de Windows. Se puede acceder mediante la ejecución de PROGMAN.EXE desde la línea de comandos o la opción Ejecutar del Menú Inicio.